# The Memory of Trees
Albums de Enya
The Celts
(1992) Paint The Sky With Stars
(2005)
The Memory of Trees est le 5e album de la chanteuse Enya sorti en 1995. La couverture de cet album est un hommage à un tableau de Maxfield parrish.
Cet album remporta en 1996 le Grammy pour le « Meilleur album New Age » ; 11,2 millions d'exemplaires vendus.

## Liste des titres
1. The Memory Of Trees (4 min 19 s)
2. Anywhere Is (3 min 59 s)
3. Pax Deorum (4 min 59 s)
4. Athair Ar Neamh (3 min 42 s)
5. From Where I Am (2 min 22 s)
6. China Roses (4 min 49 s)
7. Hope Has A Place (4 min 48 s)
8. Tea-House Moon (2 min 43 s)
9. Once You Had Gold (3 min 18 s)
10. La Soñadora (3 min 38 s)
11. On My Way Home (5 min 09 s)

## Personnel
Crédits adaptés des notes de pochette de l'album.
Musique
- Enya – chant, piano, claviers, synthétiseur, violoncelle, violon, percussions